# Baixo saxão
O baixo-saxão (Niederdeutsch; também conhecido como baixo-alemão ocidental, conhecido pelos próprios falantes como Plattdeutsch ou Nedersaksisch) é um grupo de dialetos do baixo-alemão falados nos estados do noroeste da Alemanha (Baixa Saxônia, Renânia do Norte-Vestfália, Breme, Hamburgo, Schleswig-Holstein e Saxônia-Anhalt), no nordeste dos Países Baixos e por uma minoria no extremo sul da Dinamarca. Juntamente com o baixo-alemão oriental forma o baixo-alemão.